# 龜山城 (丹波國)
龜山城（かめやまじょう）是位在京都府龜岡市的平山城。別名龜宝城、龜岡城。明智光秀作為丹波國統治之據點築城，江戶時代是龜山藩之藩廳。
1919年新興宗教大本教買下了龜山城作為宣教的根據地，此後由於勢力急速的成長曾遭到日本政府的鎮壓（第二次大本事件）；但在二次大戰後，龜山城的土地仍歸還大本教繼續使用，現仍為大本教的本部。

## 關連項目
- 八木城 (丹波國)
- 坂本城
- 龜山城
- 出口王仁三郎

## 外部連結
- 丹波亀山城築城400年